# Граф Гранард

Герб лордів Форбс.

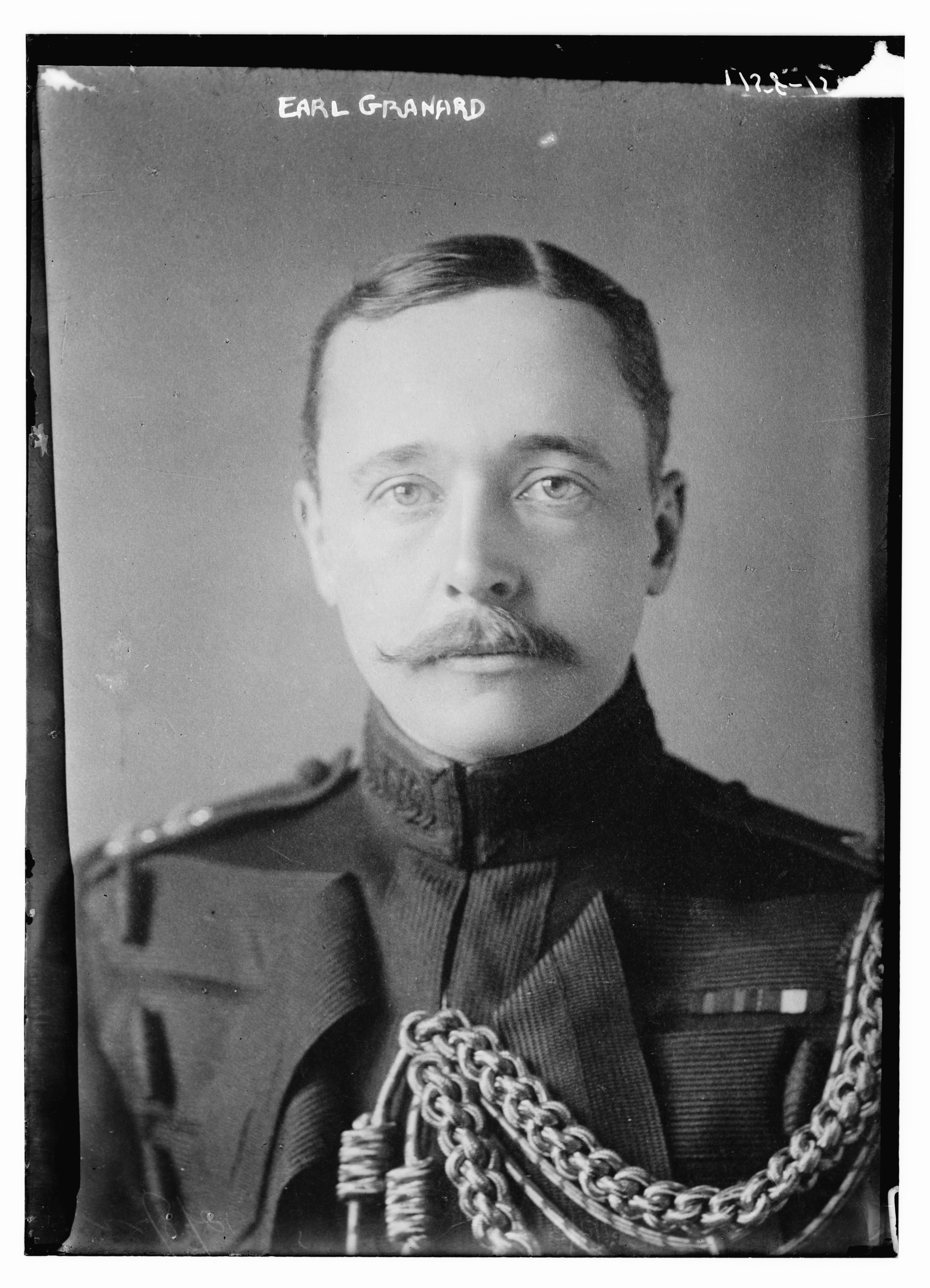
Бернард Форбс – VIII граф Гранард.

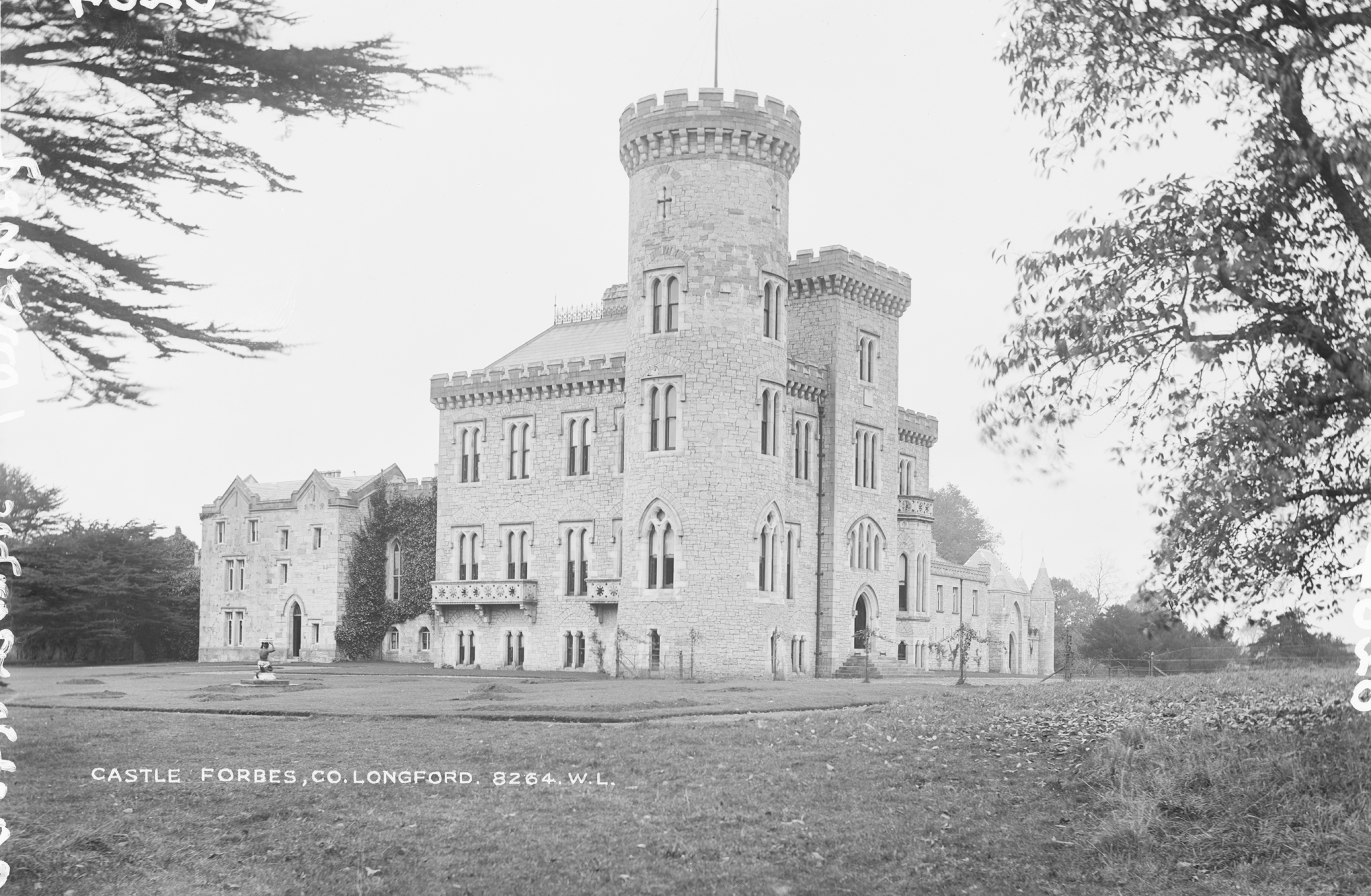
Замок Форбс.

Граф Гранард (англ. – Earl of Granard) – аристократичний титул в перстві Ірландії. 

## Історія графів Гранард
Титул граф Гранард був створений у 1684 році для Артура Форбса – І віконта Гранард. Він був генерал-лейтенантом британської армії, маршалом британської армії, служив в Ірландії після реставрації монархії в Англії, отримав посаду лорд-судді Ірландії. Він успадкував від свого батька титул баронета Форбс із замку Форбс, отримав титули барона Кленх’ю та віконта Гранард у перстві Ірландії в 1675 році. Титул баронета Форбс із замку Форбс був створений в баронетстві Нової Шотландії 29 вересня 1628 року для його батька Артура Форбса. Сер Артур Форбс Старший (бл. 1590 – 1632) – І баронет Форбс із Замку Форбс, що в графстві Лонгфорд, Ірландія був аристократом шотландського походження. Він був одним із тих шотландців з клану Форбс, що брали участь в так званих «плантаціях Ольстера» - заходах корони Англії під час яких землі та замки відбирали в ірландських кланів та католиків і віддавали переселенцям з Шотландії та протестантам. Він загинув на дуелі в місті Гамбург, Німеччина. У Німеччині він був зі своїм полком, що прямував на домомогу королю Швеції Густаву Адольфу. Він був сином Вільяма Форбса з Корсса та його дружини Елізабет Страхан – дочки лорда Торнтона. Вільям Форбс походив безпосередньо від Патріка Форбса з Корсса – молодшого сина Джеймса Форбса – ІІ лорда Форбс (помер у 1476 році) та його дружини Егідії – дочки Вільяма Кіта – графа-маршала Шотландії. Артур Форбс Старший оселився в Ірландії в 1620 році. Землі йому дарували королівськими грамотами датованими 1622 роком як вільному мешканцю «королівства Ірландія». У документах 1626 році його називали «капітаном Форбс». Він отримав частку від прибутків рибних промислів в Ольстері та великі землі в графстві Лонгфорд. Сер Артур Форбс Старший одружився в 1618 році з Джаннет Лаудер (пом. 1642) – дочкою Моріса Лаудена з Белхейвена та Вест-Бранс (пом. 1602). Джанет Лаудер була вдовою Клода Гамільтона з Крейхнесса, Кіллаха і Клонвіна, що в графстві Каван (пом. 1617). У 1641 році її замки захопили ірландські повстанці. 
Артур Форбс (1623 – 1696) – І граф Гранард – ірландський військовий шотландського походження. Отримав посаду маршала Ірландії, командувача Королівською ірландською армією під час правління короля Англії, Шотландії та Ірландії Карла II. Він був прихильником «Славетної революції», воював на стороні короля Вільяма ІІІ під час так званої «Війни двох королів». Під час ірландського повстання 1641 року Джейн Форбс була в облозі в замку Форбс протягом дев’яти місяців. Артур Форбс збирав військо для допомоги, хоча йому було всього вісімнадцять років. Потім він опинився в Шотландії, де служив під керівництвом Джеймса Грема – І маркіза Монтроз, воював за роялістів. Після поразки Монтроза в 1645 році Форбс потрапив у полон і два роки перебував у Единбурзькому замку. Після звільнення він доклав зусиль для відновлення влади династії Стюартів, повернувся до Ірландії в 1655 році. У 1660 році його відправили посланцем до короля-вигнанця Карла ІІ щоб запевнити його, що як тільки він висадиться в Ірландії, вся Ірландія підтримає його. Після реставрації монархії він отримав посаду комісара суду Ірландії, отримав додаткові землі в графстві Вестміт. У 1661 році його обрали депутатом Палати громад парламенту Ірландії від графства Тірон. У 1663 році він придушив змову Томаса Блада на півночі Ірландії. У 1670 році він був приведений до присяги в Таємній раді Ірландії, отримав посаду головнокомандувача армії в Ірландії. У 1671 році отримав посаду лорд-судді Ірландії. Король Англії Яків ІІ намагався використати Артура Форбса, але він був непоступливий в питаннях релігії, тому втратив свої посади. На його місце поставили Річарда Талбота – І графа Тірконнелл. Артур Форбс протестував і був обложений армією в своєму замку Форбс. Під час війни Вільяма ІІІ та Якова ІІ Артур Форбс командував армією чисельністю 5000 багнетів. Останні роки він жив спокої в своєму замку Форбс. Артур Форбс одружився з Кетрін – дочкою сера Роберта Ньюкомена, вдовою сера Олександра Стюарта. З нею він мав 5 синів та 1 дочку. Титул успадкував його старший син Артур Форбс, що став ІІ графом Гранард. Його другий син Роберт загинув під час облоги Буди в 1686 році. Його дочка Кетрін одружилась з Артуром Чечістером – ІІІ графом Донегол.  
Артур Форбс – ІІ граф Гранард був полковником 18-го піхотного королівського ірландського полку з 1686 по 1688 рік. Потім він був усунений з посади королем Англії Вільгельмом III і тричі був ув'язнений у лондонському Тауері за його «підозріле співробітництво з Стюартами». Він служив на континенті під керівництвом Анрі де Ла Тур д’Оверня – віконта Тюренн, брав участь в облозі Буди в 1686 році в рамках Великої турецької війни. Його молодший брат підполковник сер Роберт Форбс був убитий в окопах під час облоги Буди. Він був у фаворитах королеви Англії Анни. Під час її правління він отримав пропозицію посади губернатора Ямайки, від якої він відмовився. У жовтні 1678 року Артур Форбс одружився з Мері Родон (1661 – 1724) – старшою дочкою сера Джорджа Родона – І баронета Мойр та його другої дружини Дороті Конвей (старша дочка Едварда Конвея – ІІ віконта Конвея). У них було багато дітей. 
Онук І графа Гранард – Джордж Форбс – ІІІ граф Гранард був адміралом королівського флоту та дипломатом. Під час битви під Гібралтаром він захопив цінний ворожий корабель. Він став депутатом Палати лордів парламенту Ірландії як лорд Форбс, ще за життя свого батька, коли він ще не успадкував титул графа Гранард. Отримав посаду губернатора Підвітряних островів. Він був середнього зросту, худорлявий, стриманий, мало їв, не пив нічого крім води. Мав міцне здоров’я. Був високоосвіченим, багато читав, писав. Написав кілька книг по географії, політичній економії, морським шляхам різних країн. У 1709 році він одружився з Мері Стюарт Престон – дочкою Вільяма Стюарта – І віконта Маунтджой та його дружини Мері Кут – дочки Річарда Кута – І барона Кут. Мері Стюарт Престон була вдовою Фінеаса Престона з яким у неї було 2 дітей. З Джорджем Форбсом в неї було ще 3 дітей. 
Титул успадкував його син Джордж Форбс, що став IV графом Гранард. Він був генерал-лейтенантом британської армії. Він пішов служити в британську армію в 1726 році. Отримав звання генерал-квартирмейстера в 1754 році. Служив підполковником Танжерського полку. Потім служив полковником 76 піхотного полку. Служив полковником 29 піхотного полку. Він був депутатом Палати громад парламенту Ірландії, потім, успадкувавши титул, депутатом Палати лордів парламенту Ірландії. У 1736 році він одружився зі своєю двоюрідною сестрою Летицією Девіс – дочкою Артура Девіса з Гемпстеда.
Його онук – Джордж Форбс став VI графом Гранард і дослужився до генерала британської армії. У 1806 році він отримав титул барона Гранард із замку Донінгтон, що в графстві Лестер у перстві Великобританії. Цей титул давав йому автоматично місце в Палаті лордів парламенту Об’єднаного Королівства Великобританії та Ірландії. Цим правом його нащадки володіли до 1999 року, до прийняття закону про Палату лордів. Після його смерті титули перейшли до його онука Джорджа Артура Гастінгса Форбса, що став VII графом Гранард. Він служив лорд-лейтенантом графства Лейтрім в 1856 – 1872 роках. Його син Бернард Артур Вільям Патрік Гастінгс Форбс успадкував титул і став VIII графом Гранард. Він був відомим військовим діячем та політиком Лорд Гранард служив у ліберальному уряді сера Генрі Кембелла-Баннермана та Асквіта, потім був сенатором в Сенаті Ірландської Вільної Держави.  
На сьогодні титулом володіє його онук Петер Артур Едвард Гастінгс Форбс, що став Х графом Гранард, успадкував титул від свого батька в 1992 році. Вигаданий титул віконта Форбс використовується як титул ввічливості для спадкоємця титулу графа Гранард. 
Родовим гніздом графів Гранард є замок Кастл-Форбс, що біля Ньютаунфорбса, графство Лонгфорд, Ірландія. 

## Баронети Форбс із замку Форбс (1628)
- Сер Артур Форбс (помер у 1632 р.) – І баронет баронет Форбс
- Сер Артур Форбс (1623 – 1695) – ІІ баронет Форбс  (нагороджений титулом граф Гранард у 1684 році)

## Графи Гранард (1684)
- Артур Форбс (1623 – 1695) – І граф Гранард, І віконт Гранард, І барон Клейнх’ю
- Артур Форбс (бл. 1656 – 1734) – ІІ граф Гранард, ІІ віконт Гранард, ІІ барон Клейнх’ю
- Джордж Форбс (1685 – 1765) – ІІІ граф Гранард, ІІІ віконт Гранард, ІІІ барон Клейнх’ю
- Джордж Форбс (1710 – 1769) – IV граф Гранард, IV віконт Гранард, IV барон Клейнх’ю
- Джордж Форбс (1740 – 1780) – V граф Гранард, V віконт Гранард, V барон Клейнх’ю
- Джордж Форбс (1760 – 1837) – VI граф Гранард, VI віконт Гранард, VI барон Клейнх’ю
- Джордж Артур Гастінгс Форбс (1833 – 1889) – VII граф Гранард, VII віконт Гранард, VII барон Клейнх’ю
- Бернард Артур Вільям Патрік Гастінгс Форбс (1874 – 1948) – VIII граф Гранард, VIII віконт Гранард, VIII барон Клейнх’ю
- Артур Патрік Гастінгс Форбс (1915 – 1992) – IX граф Гранард, IX віконт Гранард, IX барон Клейнх’ю
- Пітер Артур Едвард Гастінгс Форбс (1957 р. н.) – Х граф Гранард, Х віконт Гранард, Х барон Клейнх’ю

Спадкоємцем титулу є син нинішнього власника титулу Джонатан Пітер Гастінгс Форбс – віконт Форбс (1981 р. н.).  